# Abdurahman Ahmed Ali Tur
Abdurahman Ahmed Ali Tur (ur. 1931, zm. 2003) – somalilandzki polityk. Prezydent Somalilandu w latach 1991–1993. Działacz Somalijskiego Ruchu Narodowego (Dhaq dhaqaaqa wadaniga soomaliyeed). Wybrany prezydentem 28 maja 1991, 5 dni po ogłoszeniu przez Somaliland niepodległości od Somalii. W czasie jego prezydentury wojska Somalilandu przejęły kontrolę nad Berberą – portem nad Morzem Czerwonym. Ustąpił ze stanowiska 16 maja 1993.